# Folwark (Zarudzie)
Folwark – część wsi Zarudzie w Polsce, położona w województwie lubelskim, w powiecie zamojskim, w gminie Nielisz.
W latach 1975–1998 Folwark administracyjnie należał do województwa zamojskiego.